# Kelta-tenger
A Kelta-tenger (angolul Celtic Sea, írül An Mhuir Cheilteach, walesiül Y Môr Celtaidd, korniul és devoni nyelven An Mor Keltek, bretonul Ar Mor Keltiek, franciául La Mer Celtique) az Atlanti-óceánnak egy Írországtól délre fekvő része. A Szent György-csatorna, a La Manche-csatorna, a Bristol-csatorna, valamint Wales, Cornwall, Devon és Bretagne határolja. Nevét a tengerpartokon jellemző kelta örökségek után kapta. Első fennmaradt ilyen néven történő említése 1921-ből E. W. L. Holt tengerbiológustól származik, aki Dublinban találkozott az Angliából, Franciaországból, Írországból és Skóciából érkezett halszállítmányokkal. Régebben a tenger északi részét a Szent György-csatorna részeként definiálták, és a déli, az Egyesült királysághoz tartozó rész a Southwest Approach részeként ismert.

## Elnevezése
A déli rész pontos meghatározása a geológia és a hidrológia elterjedésével vált lényegessé.
A tenger nevét gyakran használják a szénhidrogén-kitermelés és a halászat területén dolgozók. Ezt Franciaországban már az angol nyelvet használó országokban történt elterjedése előtt is alkalmazták. Tengerbiológusok és oceanográfusok nevezték így, amit később az olajkitermelő társaságok is átvettek. 1963-ban így nevezték a brit atlaszok, de egy 1972-es cikk a következőt állította: amit a brit térképek nyugati útvonalnak, az olajtársaságok pedig Kelta-tengernek neveznek, a Nagy-Britannia nyugati partján élők teljesen másképp neveznek.

## Határai
Nem létezik délen és nyugaton olyan szárazföldi terület, mely a tengert elválasztaná az Atlanti-óceántól. Holt azt tanácsolta, hogy a 366 méteres mélységvonalat és Ouessant-t tekintsék határnak. A Nemzetközi Hidrológiai Szervezet 1976-ban elfogadott meghatározása loxodromák használatával a következőképp határozza meg a Kelta-tenger határait:
- Északon az Ír-tenger déli határvonala, azaz a St. David's Headet (é. sz. 51° 54′, ny. h. 5° 19′51.900000°N 5.316667°WSaint David's Head) Carnsore Pointtal (é. sz. 52° 10′, ny. h. 6° 22′52.166667°N 6.366667°WCarnsore Point) összekötő vonal, majd Írország déli partjai, majd a Mizen Headet az é. sz. 51° 00′, ny. h. 11° 30′51.000000°N 11.500000°W ponttal összekötő vonal.
- Nyugaton és délen az é. sz. 51° 00′, ny. h. 11° 30′51.000000°N 11.500000°W ponttól dél felé az é.sz. 49°-ig, innen a Vizcayai-öböl nyugati határának és az é.sz. 46°30′ metszéspontjáig, majd innen e Vizcayai-öböl határvonalán Penmarch-fokig.
- Keleten a La Manche nyugati határvonala (az Isle Vierge-et és Lands Endet összekötő vonal) és a Bristoli-csatorna nyugati határvonala.

## Fordítás
- Ez a szócikk részben vagy egészben  a   Celtic Sea című angol Wikipédia-szócikk ezen változatának fordításán alapul.  Az eredeti cikk szerkesztőit annak laptörténete sorolja fel. Ez a jelzés csupán a megfogalmazás eredetét és a szerzői jogokat jelzi, nem szolgál a cikkben szereplő információk forrásmegjelöléseként.